# マッキーン・モーターカー

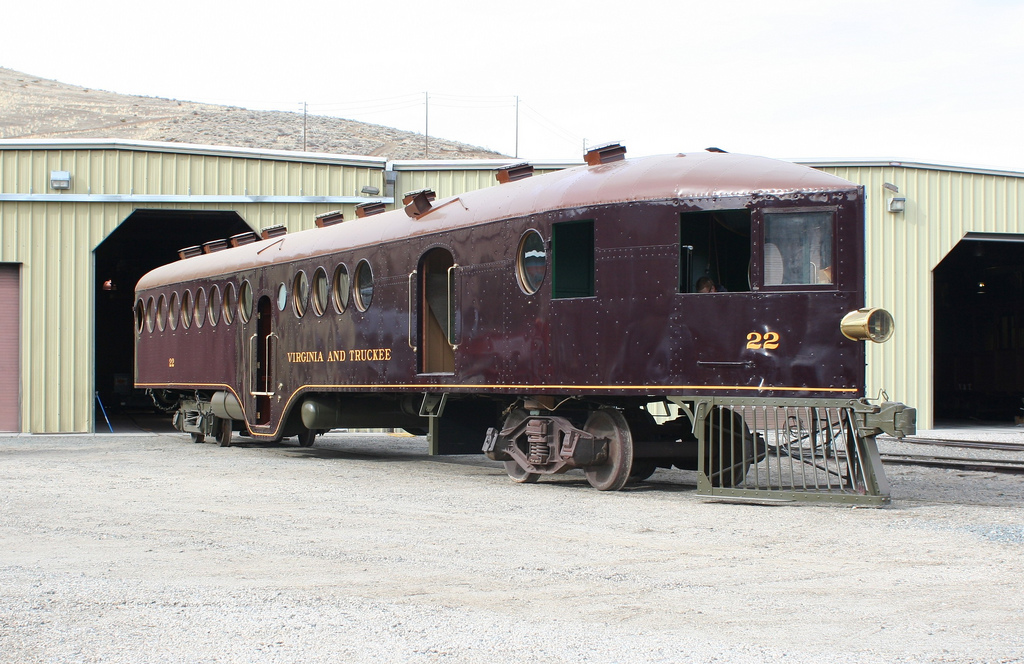
マッキーン・モーターカーの気動車

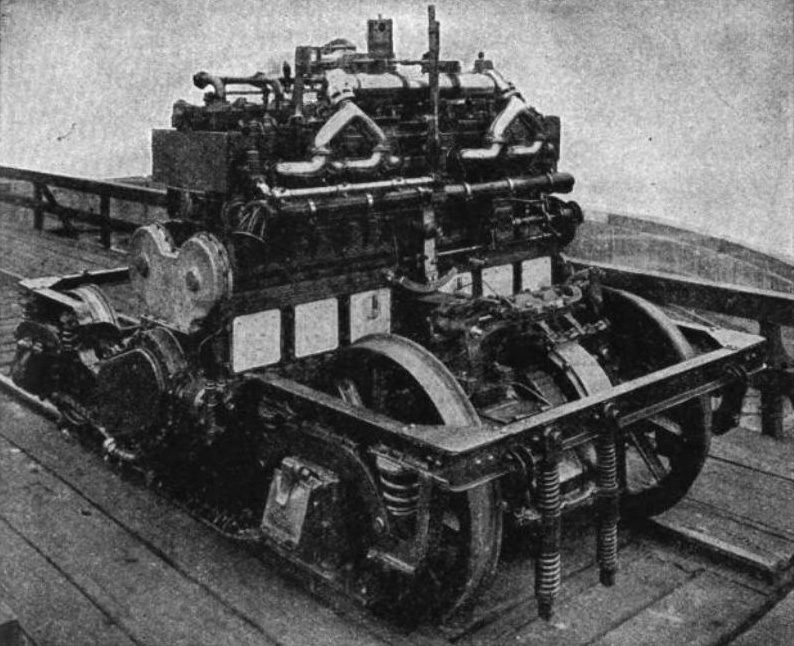
機関と走行装置が一体化された動力台車、機関は回転軸が車軸と平行に配置

マッキーン・モーターカーは、アメリカ合衆国ネブラスカ州オマハに本社を置いていた鉄道車両メーカー。

## 概要
ユニオンパシフィック鉄道によって1904年に輸送量の少ない路線で運行経費のかからない旅客車両の開発を打診されたWilliam McKeenは当時、最先端の内燃機関を搭載した鉄道車両を開発した。エドワード・ヘンリー・ハリマンと密接に協力してユニオンパシフィック鉄道やサザンパシフィック鉄道へ1905年から1917年に152輌の気動車を生産した。
製造に使用された工場はユニオンパシフィック鉄道の資産で1905年から1917年までWilliam McKeenはそこを間借りしていた。1917年にWilliam McKeenが離れた後、資産はユニオンパシフィックが引き継ぎ、10年後に残存部品で2輌が製造された。
蒸気動力の鉄道車両よりも経済的な運行をもたらすように設計され、ガソリンエンジンを備えた車輌が多くの小規模な鉄道会社や大鉄道会社の支線で使用され、Alan Follettによればマッキーンレールカーの1輌は1920年代末にガス・エレクトリック方式に改修された。
製造当初、マッキーンの車両は逆転機を備えず、後退が必要な時にはエンジンを停止してカムシャフトを手動で後退の方向へ動かしてから圧縮空気で再始動した。この機構は誤作動が多発したので大半の鉄道会社では独自の逆転機構を導入した。エンジンはマキシマム・トラクション台車上に車軸と平行に設置され、チェーンによる伝達で前方の車軸を駆動した。船舶用のエンジンを振動の多い台車上に装荷したので故障が頻発した。駆動軸が1軸のみだったので牽引力が不足した。また複数の車両を連結して協調運転が困難だった。それらの欠点があったので液体変速機やガス・エレクトリック方式の普及とハリマンの死去により、支援を失い、廃れた。